# Masturbación anal
La masturbación anal es la autoestimulación enfocada en el área del ano. Los métodos más comunes para la masturbación anal incluyen la inserción de uno o más dedos, algún tipo de juguete sexual, e incluso elementos no específicos. De todos ellos el sistema más común suele ser el uso de los dedos.

## Método
La masturbación anal puede aplicarse tanto en hombres y mujeres ya que el ano contiene numerosas terminaciones nerviosas que producen placer al ser estimuladas. En los hombres, este tipo de masturbación es especialmente placentera ya que en el interior del ano se llega a tocar la próstata, que también contiene terminaciones nerviosas. Existen, además, en el mercado algunos juguetes sexuales, como los vibradores anales o los masajeadores, cuyo objetivo es la estimulación de la próstata en el caso del hombre. La estimulación anal puede, en ambos sexos, intensificar notoriamente el orgasmo.
Las técnicas más comunes incluyen tocar el orificio anal mientras se masturban o manipulan los genitales propios o de la pareja; o estimular el ano de su pareja durante el coito, o el método oral-genital. Es decir, la masturbación anal suele ir acompañada de estimulación genital, con el propósito de aumentar la excitación e incluso provocar el orgasmo intenso.
El uso de enemas, y por razones de higiene, suele ser el paso previo a la masturbación anal, pero también puede ser una forma de masturbación en sí misma, lo que se conoce como Klismaphilia. Sin embargo se debe tener en cuenta que el abuso de enemas puede llevar con frecuencia a una dependencia física para el correcto funcionamiento del intestino.
Debido a que el ano no segrega ningún tipo de sustancia lubricante, es importante aplicar algún tipo de lubricante artificial sobre el área del ano y sobre el objeto que se desea introducir. Mucha gente que ha intentado la práctica del sexo anal no han repetido la experiencia debido a la sensación de dolor que produce, posiblemente, debido a la ausencia de lubricante. Para reducir las sensaciones de dolor es importante realizar la inserción del objeto de forma paulatina, lo que permitirá que se produzca una dilatación gradual de los músculos. En ocasiones ayuda empujar ligeramente el objeto introducido como si se estuviera defecando para que la dilatación sea más rápida. En un primer momento puede suponer extraño realizar este gesto cuando no se está defecando, pero ello no producirá ninguna expulsión inesperada o indeseada de la materia fecal, por lo que se puede empujar sin miedo.

## Seguridad
La introducción de un objeto en el interior del ano no está libre de peligros. Se trata de un área sensible, y las paredes intestinales no sienten dolor en caso de que los objetos se introduzcan demasiado adentro. En ocasiones puede ser necesaria la cirugía para extraer uno de estos objetos. Por eso es importante informarse bien de como hacerlo saludablemente.

## Higiene
La función biológica del ano es expulsar los gases intestinales y las heces del cuerpo; por lo tanto, al practicar la masturbación anal, la higiene es importante. Se recomienda cubrir los tapones anales u otros objetos con un condón antes de la inserción y luego desecharlo. Para minimizar la posible transferencia de gérmenes entre parejas sexuales, existen prácticas de sexo seguro recomendadas por los profesionales de la salud.